# Combat de los Pozos
Le combat de los Pozos est une Bataille navale livrée le 11 juin 1826, pendant la guerre de Cisplatine (1825-1828).
L'amiral irlandais Guillermo Brown, au service de l'Argentine, repousse avec 12 navires (1 frégate, 2 brigantins, 1 barque et 8 canonnières) les 31 navires brésiliens, commandés par l'Américain James Norton, qui bloquaient le port de Buenos Aires.